# Astrocoeniidae
Astrocoeniidae là một họ san hô trong bộ Scleractinia. Họ này có mặt có mặt ở các đại dương cận nhiệt và nhiệt đới trên toàn thế giới.

## Phân loài
Tổ chức đăng ký tên các loài đại dương thế giới (WoRMS) gộp Chi (sinh học) và Loài trong họ này như sau:
- Palauastrea
  - Loài Palauastrea ramosa Yabe & Sugiyama, 1941
- Stephanocoenia
  - Loài Stephanocoenia intersepta (Lamarck, 1816) - đồng nghĩa, Stephanocoenia michelini
- Stylocoeniella
  - Loài Stylocoeniella armata (Ehrenberg, 1843)
  - Loài Stylocoeniella cocosensis Veron, 1990
  - Loài Stylocoeniella guentheri Bassett-Smith, 1890
  - Loài Stylocoeniella hanzawai (Yabe & Sugiyama)
  - Loài Stylocoeniella nikei Benzoni & Pichon, 2004

## Hình ảnh

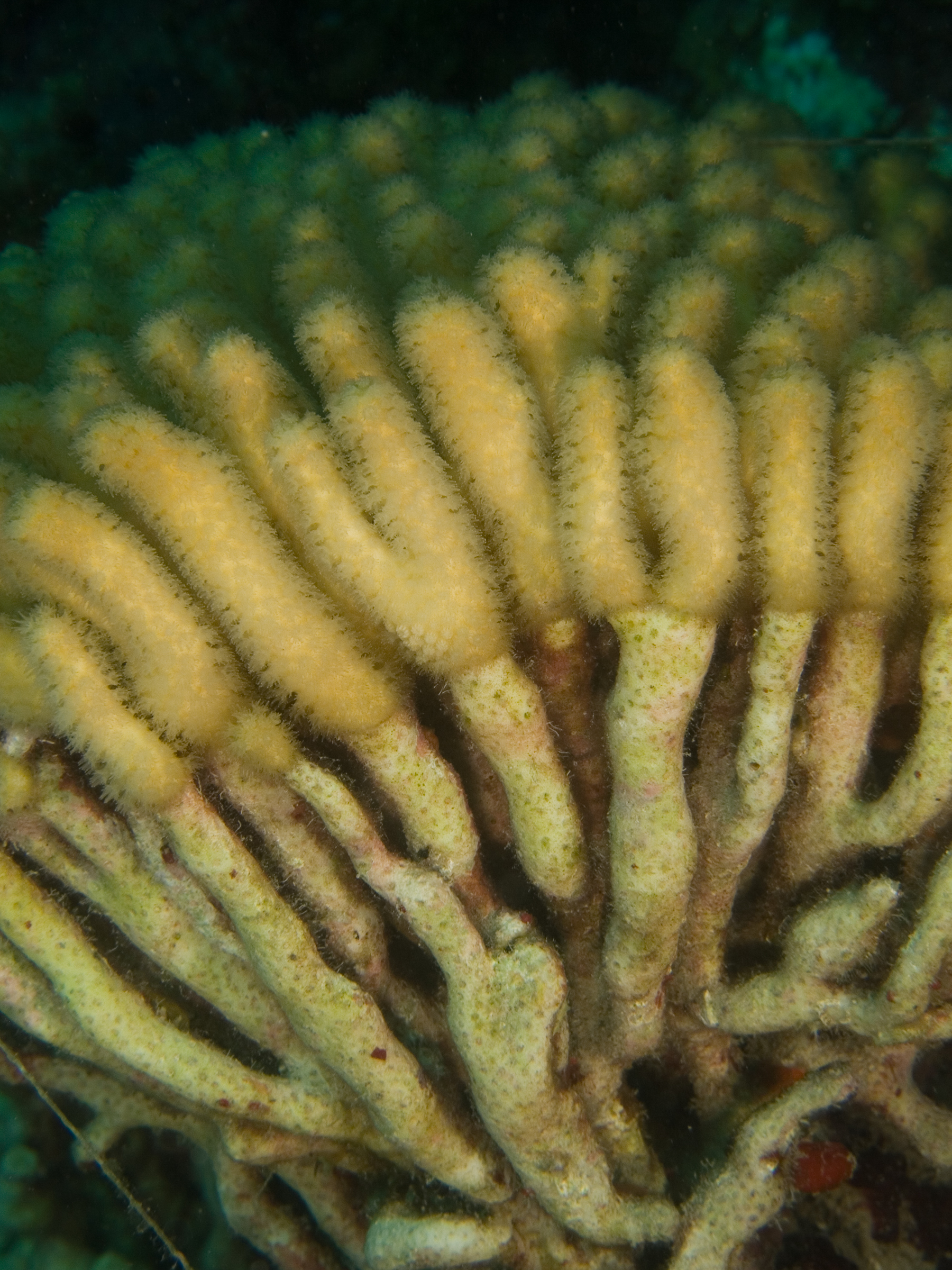